# Saint-Sauveur-en-Rue
Saint-Sauveur-en-Rue – miejscowość i gmina we Francji, w regionie Owernia-Rodan-Alpy, w departamencie Loara.
Według danych na rok 1990 gminę zamieszkiwały 1053 osoby, a gęstość zaludnienia wynosiła 35 osób/km² (wśród 2880 gmin regionu Rodan-Alpy Saint-Sauveur-en-Rue plasuje się na 751. miejscu pod względem liczby ludności, natomiast pod względem powierzchni na miejscu 217.).